# Jaysh al-Mu'ammal
Jaysh al-Mu'ammal (arabe : جَيْش الْمُؤَمَّل , romanisé :  Jayš al-Muʾammal , lit.  « L'armée attendue »), également connu sous le nom de Liwa al-Mu'ammal ou sous le nom de 99e brigade des Forces de mobilisation populaire, est une milice privée irakienne islamiste chiite dirigée par Saad Sawar et qui a combattu dans la guerre civile syrienne et la seconde guerre civile irakienne. Fondé en tant que faction dissidente du mouvement sadriste, Jaysh al-Mu'ammal est soutenu par l'Iran et l'ancien Premier ministre irakien Nouri al-Maliki.

## Histoire
Jaysh al-Mu'ammal aurait émergé en raison de différends au sein du mouvement sadriste irakien,. Après le déclenchement de la guerre civile syrienne, Moqtada al-Sadr avait décidé de ne pas aider le gouvernement syrien de Bachar al-Assad, ce qui a conduit au mécontentement de ses partisans. L'un des principaux commandants des Brigades de la paix, Saad Sawar, a ouvertement rompu avec Moqtada al-Sadr et s'est rendu à Damas,, où il a rejoint une autre milice irakienne, Liwa Assad Allah al-Ghalib fi al-Iraq wa al-Sham. L'Irak, pour lutter contre les insurgés syriens.
Au fil du temps, les conflits sur la direction et l'orientation du mouvement sadriste se sont poursuivis, avec la rupture d'un certain nombre de factions. De retour en Irak, Saad Sawar parvient ainsi à rallier à sa cause un nombre important de sadristes mécontents et annonce la création de « Jaysh al-Mu'ammal » en juin 2016. Le nouveau groupe aurait reçu une aide substantielle de Nouri al-Maliki, ancien Premier ministre irakien et rival de Moqtada al-Sadr, qui a fourni à Jaysh al-Mu'ammal 3 millions de dollars américains en espèces, des armes d'une valeur de 1 $. ,5 millions, et le soutien d'un certain nombre de cheikhs tribaux du centre et du sud de l'Irak. Saad Sawar a également reçu le soutien de l'Iran et d'autres factions dissidentes du mouvement sadriste, comme Asaib Ahl al-Haq.

## Organisation et idéologie
Dirigé par Saad Sawar, Jaysh al-Mu'ammal a son siège à Sadr City, Bagdad.
Contrairement à Moqtada al-Sadr, qui se concentre sur l'Irak, Sa'ad Sawar a souligné sa volonté de fournir un soutien militaire aux groupes chiites en dehors de son pays d'origine. Son groupe opère par conséquent à la fois en Irak et en Syrie, et a également déclaré sa volonté de soutenir les Houthis dans la guerre civile yéménite et de lutter aux côtés de l' opposition bahreïnienne contre la maison sunnite du Khalifa.